# T̈
ẗ یکی از حروف الفبای لاتین است، برساخته از T و دونقطه بر فراز آن. کاربرد این حرف در نویسه‌گردانی ﺓ, ﺔ عربی است. همچنین در الفبای آوانگاری اورالی، از این حرف برای نشان‌دادن آوای [t̪͆] بهره‌می‌برند.